# Alfons Auer (Politiker)

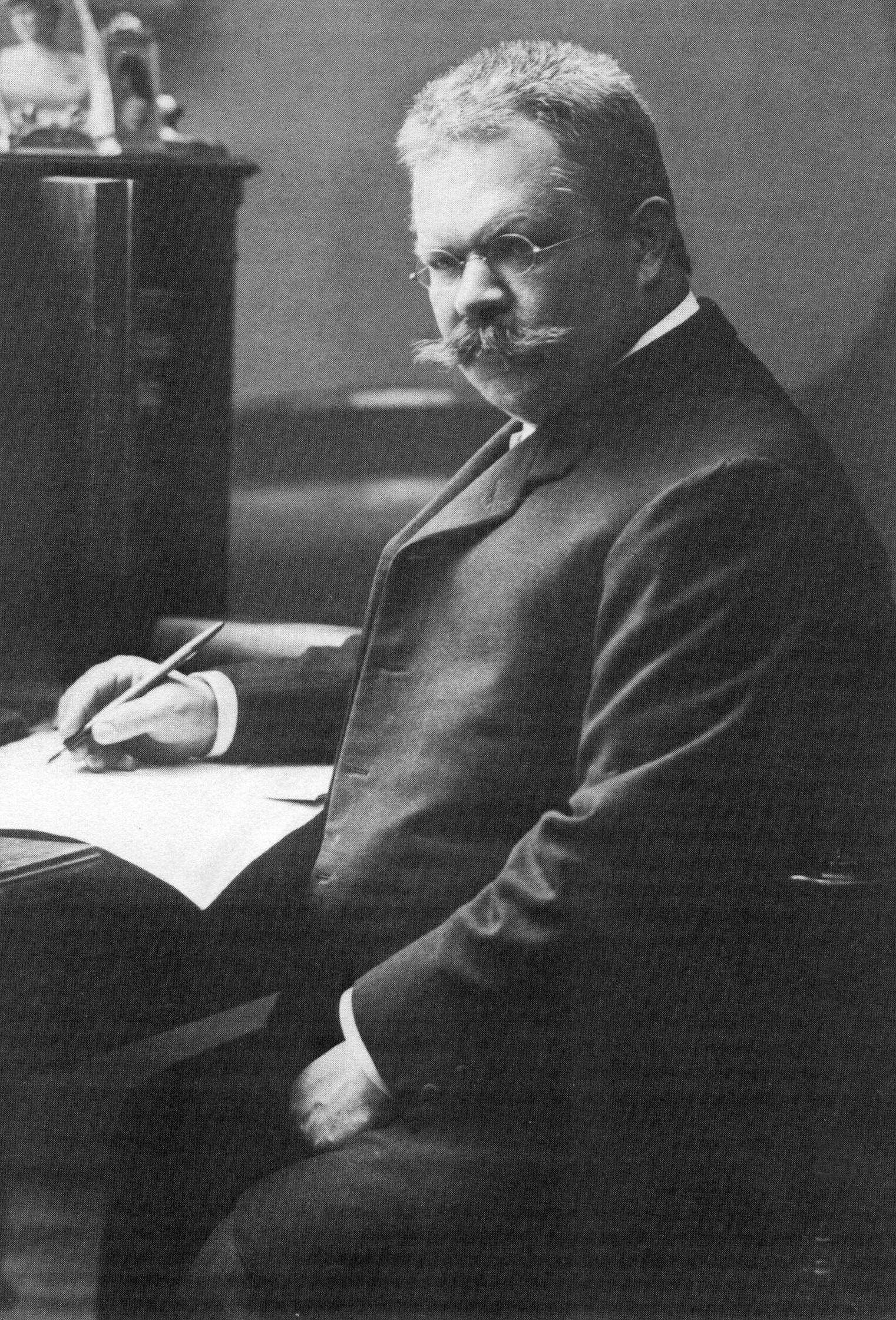
Alfons Auer

Alfons Auer (* 21. Oktober 1857 in Aholfing; † 18. Oktober 1910 in Ebenhausen) war zunächst ab 1903 2. Bürgermeister von Regensburg und wurde im April 1906 zum Oberbürgermeister gewählt.
Auer kam als Sohn des Lehrers Josef Auer und seiner Frau Babette, geb. Huber, zur Welt. Von 1869 bis 1874 besuchte er das Gymnasium Metten, dann das Alte Gymnasium Regensburg, wo er 1878 das Abitur ablegte. 1878/79 diente er als Einjährig-Freiwilliger, studierte von 1879 bis 1882 Rechtswissenschaft an der Universität München, absolvierte sein Referendariat 1882 bis 1885 in Regensburg und beendete den Staatskonkurs 1885 mit der Note 2. Während des Studiums war er ab 1881 Mitglied des Corps Ratisbonia. Nach einer Assessorenzeit bei der Regierung der Oberpfalz in Regensburg wurde Auer schon 1887 2. rechtskundiger Magistratsrat der Stadt Regensburg, zuständig insbesondere für das Schulreferat. Zum 1. Januar 1903 wurde er zum 2. bürgerlichen Bürgermeister gewählt, zum 1. Januar 1909 zum 2. rechtskundigen Bürgermeister. Nach dem Rücktritt von Oberbürgermeister Hermann Geib wurde Auer, der sich hohes Ansehen erworben hatte, ohne Ausschreibung der Stelle am 6. April 1910 zum neuen 1. Bürgermeister der Stadt Regensburg gewählt. Für ihn stimmten die liberalen Gemeindebevollmächtigten (27 Stimmen), die Minderheit des Zentrums (fünf Stimmen) enthielt sich der Stimme. Am 5. Mai in das Amt eingeführt, konnte er nur noch einige Projekte seines Vorgängers Hermann Geib abschließen. Am 11. Mai 1910 eröffnete er im Stadtpark die Oberpfälzischen Kreisausstellung für Industrie, Gewerbe und Landwirtschaft; im Juni 1910 wurde der Luitpoldhafen eröffnet. Auer verstarb noch im selben Jahr 1910 und hinterließ seine Frau Anna, geb. Heelein (1868–1953) und vier Kinder. Ihm zu Ehren wurde im Regensburger Ostenviertel eine Straße benannt.